# Джо Скарборо
Чарльз Джозеф (Джо) Скарборо (англ. Charles Joseph 'Joe' Scarborough, МФА: [ˈskɑːrbʌroʊ] Ска́рбароу; ; нар. 9 квітня 1963, Атланта, Джорджія) — американський юрист, телеведучий і політик, колишній член Республіканської партії (припинив членство 2017 року), з 1995 до 2001  він був членом Палати представників США від штату Флорида.
Закінчив Університет Алабами (1985) і Школу права Університет Флориди (1990). 1991 року ввійшов до Адвокатської палати Флориди.

## Раннє життя та освіта
Скарборо народився в Атланті в 1963 році в сім'ї Мері Джоанни (уродженої Кларк) і Джорджа Френсіса Скарборо, бізнесмена. Має двох братів і сестер. 1969 року його сім'я переїхала до Меридіана, штат Міссісіпі, а 1973 року — до Ельміри, штат Нью-Йорк, а 1978 року — до Пенсаколи, штат Флорида. 3 Скарборо відвідував католицьку середню школу Пенсаколи в Пенсаколі. Він отримав ступінь бакалавра мистецтв з історії в Університеті Алабами в 1985 році та доктора права в Юридичному коледжі Університету Флориди в 1990 році. У цей час він писав музику та випускав компакт-диски зі своєю групою Діксон Міллс, включаючи альбом Calling on Robert E. Lee, а також тренував футбол та викладав у середній школі.

## Юридична кар'єра
Скарборо був прийнятий до колегії адвокатів Флориди в 1991 році і займався юридичною практикою в Пенсаколі.
Найгучнішою справою Скарборо було короткочасне представництво Майкла Ф. Гріффіна, який убив доктора Девіда Ганна в 1993 році. Він зробив кілька виступів у суді, представляючи Гріффіна, перш ніж відмовився від справи, пізніше заявивши: "Це не могло бути можливим: «Не було жодного способу в пеклі, щоб я міг сидіти на цивільному процесі, не кажучи вже про смертний вирок», маючи на увазі перспективу прокурорів, які домагалися смертної кари для Гріффіна. Скарборо допоміг Гріффіну у виборі іншого адвоката з багатьох, хто пропонував свої послуги, і допоміг захистити сім'ю від викриття в ЗМІ, pro bono.

## Кіно та телебачення
У 2010—2020 роках неодноразово з'являвся у фільмах та телесеріалах, переважно, про політику: «Поза законом» (2010), «Брудна кампанія за чесні вибори» (2012), «Американська одіссея» (2015), «Картковий будинок» (2017), «Чесний кандидат» (2020), «Зменш свій ентузіазм» (2024) тощо.